# Will Power (album de Joe Jackson)
Pour l'album de will.i.am, voir willpower.
Pour le pilote automobile, voir Will Power.
Albums de Joe Jackson
Big World
(1986) Live 1980/86
(1988)
Will Power est le huitième album studio de Joe Jackson, sorti en avril 1987.
Il s'agit d'un album instrumental de musique classique. Il s'est classé 131e au Billboard 200.

## Liste des titres
Toutes les chansons sont écrites et composées par Joe Jackson.
| No | Titre                    | Durée |
| -- | ------------------------ | ----- |
| 1. | No Pasaran               | 6:03  |
| 2. | Solitude                 | 9:37  |
| 3. | Will Power               | 5:52  |
| 4. | Nocturne                 | 4:25  |
| 5. | Symphony in One Movement | 16:14 |